# Folkebladet (1831–1833)

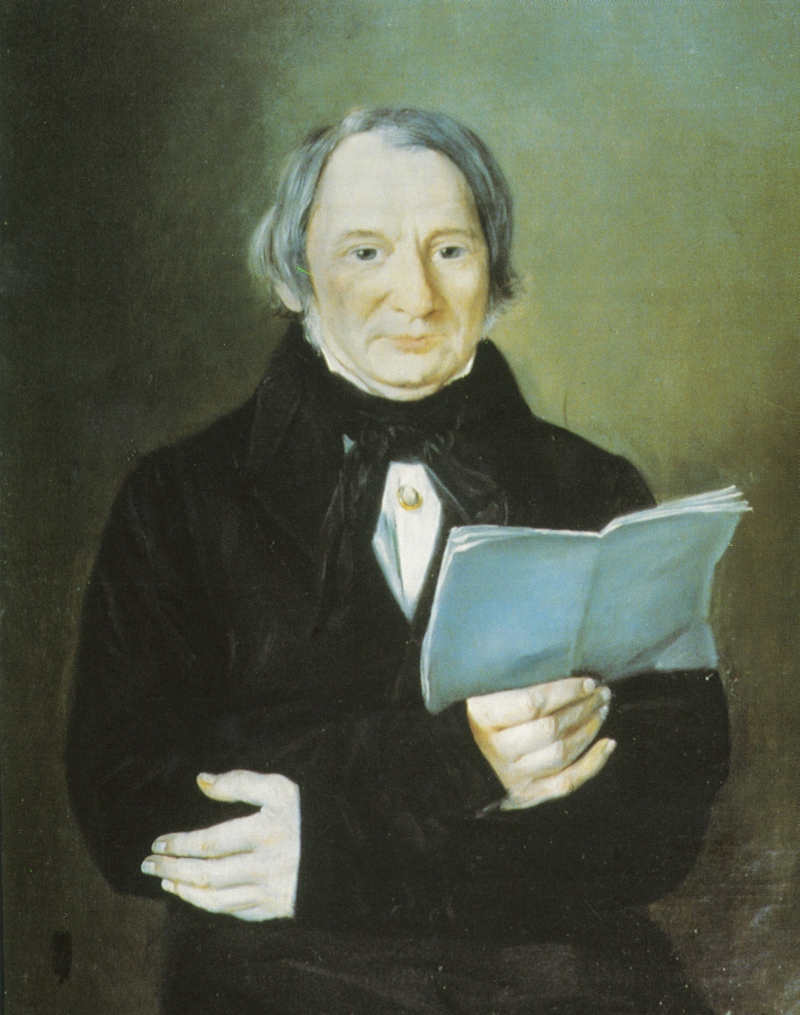
Pierre Poumeau Flor gründete 1831 das Folkebladet

Folkebladet war eine norwegische politische Wochenzeitschrift, die 1831–1833 von Pierre Poumeau Flor, einem der bekanntesten Oppositionspolitiker der damaligen Zeit, herausgegeben wurde. Ihre Absicht war, „ein in jeder Hinsicht unbeflecktes Kommunikationsmittel für die Bedürfnisse des Volkes“ zu sein. Sie befasste sich fast ausschließlich mit Innenpolitik und Wirtschaft; nur in ihrer ersten Ausgabe hatte sie auch über ausländische Ereignisse berichtet und „die wichtigeren Mitteilungen der Behörden“ abgedruckt.
Bekannte Mitarbeiter der Zeitschrift waren Henrik Wergeland und George Frederik von Krogh (1802–1841). Letzterer verfasste eine Serie von Beiträgen über den Vorsitz in den Kirchengemeinden. Der produktivere Mitarbeiter war jedoch Wergeland, der außer (anonymen) Artikeln auch Gedichte beisteuerte.
Auf der Titelseite jeder Ausgabe befand sich jeweils ein politisches Motto, das von Ausgabe zu Ausgabe wechselte. Die meisten dieser Sprüche stammten von Wergeland, auch die Parole der ersten Ausgabe vom 1. Februar 1831:

«Der vil meer til at styre Plougefæst, end „Ho, vil du gaae!“ til Hest.»

„Mehr ist zu tun, um den Pflug zu führen, als „Ho, willst du gehen“ hoch vom Ross.“

„Die Zeitschrift war damals nicht so einflussreich und weit verbreitet, wie das spätere historische Interesse vermuten lässt.“